# María Bernal Talavera
María Bernal Talavera (València, 5 de setembre de 1988) és una bloguera i política valenciana, diputada a les Corts Valencianes en la IX legislatura.

## Biografia
És llicenciada en ADE Internacional Business and Management per la Universitat de València i màster de gestió cultural per la Universitat Carles III.
Ha treballat en el sector de la consultoria de comunicació i màrqueting. Durant 2011 s'encarregà de la gestió de l'oficina virtual de l'Institut Valencià de la Joventut. Entre 2014 i 2015 ha exercit d'empresària com a responsable de màrqueting de Xceed i de la empresa emergent zizerones.com. També és coneguda gràcies al seu blog de moda.
A les eleccions a les Corts Valencianes de 2015 fou escollida diputada pel PPCV però abandonà l'escó abans de finalitzar la legislatura, l'abril de 2018, per a seguir la seua carrera professional.